# Абделла Зубір
Абделла Зубір (фр. Abdellah Zoubir, нар. 5 грудня 1991, Лілль, Франція) — французький футболіст марокканського походження, півзахисник азербайджанського клубу «Карабах».

## Ігрова кар'єра
Народився 5 грудня 1991 року в місті Лілль. Вихованець футбольної школи клубу «Лескен». У дорослому футболі дебютував 2012 року виступами за команду «Гренобль», в якій провів один сезон, взявши участь у 14 матчах аматорського чемпіонату Франції, четвертого за рівнем дивізіону країни.
У січні 2013 року перейшов у клуб Ліги 2 «Істр», де до кінця року зіграв у 8 матчах чемпіонату, після чого був відданий в оренду в «Гіберніан». Там спочатку Зубір був основним гравцем, втім після уходу головного тренера Пета Фенлона втратив місце, оскільки його наступник Террі Бутчер не бачив француза у основі команди. В результаті до кінця сезону Зубір провів лише 13 матчів у вищому дивізіоні Шотландії, за результатами якого клуб став передостаннім і понизився у класі, а Абделла повернувся в «Істр», що саме вилетів у Національний чемпіонат, третій за рівнем дивізіон Франції, де Абделла провів сезон 2014/15, зігравши у 26 матчах і забивши 1 гол, втім команда зайняла передостаннє 17 місце і ще раз понизилась у класі.
24 червня 2015 року підписав трирічний контракт з румунським клубом «Петролул». У складі цієї команди був беззаперечним основним гравцем, втім і нова команда у першому ж сезоні зайняла останнє 14 місце і вилетіла з вищого дивізіону, після чого Зубір повернувся до Франції, де два наступні роки грав за «Ланс» у Лізі 2. Більшість часу, проведеного за команду з Ланса, був основним гравцем команди.
26 червня 2018 року Зубір підписав дворічний контракт з азербайджанським «Карабахом».
Певний час був капітаном молодіжної збірної Франції U-21 з футзалу.

## Особливості гри
- Зріст 180 см, вага ≈75 кг.
- Основна позиція — лівий вінгер, також може грати атакувального або правого півзахисника.
- Улюблена нога — права

## Цікаві факти
- Має марокканське коріння та раніше виступав у футзалі за Францію U‑21
- Уродженець Лілля — вихованець школи «Лескен»
- На трансферному ринку оцінюється орієнтовно в €500 000 – 1 200 000

## Статистика виступів

### Статистика клубних виступів
| Сезон             | Команда           | Чемпіонат         | Чемпіонат | Чемпіонат | Національний кубок | Національний кубок | Національний кубок | Континентальні кубки | Континентальні кубки | Континентальні кубки | Інші змагання | Інші змагання | Інші змагання | Усього | Усього | Усього |
| Сезон             | Команда           | Ліга              | Ігор      | Голів     | Ліга               | Ігор               | Голів              | Ліга                 | Ігор                 | Голів                | Ліга          | Ігор          | Голів         | Ігор   | Голів  |        |
| ----------------- | ----------------- | ----------------- | --------- | --------- | ------------------ | ------------------ | ------------------ | -------------------- | -------------------- | -------------------- | ------------- | ------------- | ------------- | ------ | ------ | ------ |
| 2012–13           | «Гренобль»        | АЧФ (IV)          | 14        | 7         | КФ                 | 1                  | 0                  |                      | -                    | -                    |               | -             | -             | 15     | 7      |        |
| 2012–13           | «Істр»            | Л2 (ІІ)           | 8         | 0         | КФ+КЛ              | 0                  | 0                  |                      | -                    | -                    |               | -             | -             | 8      | 0      |        |
| 2013–14           | «Гіберніан»       | ПЛ                | 13        | 0         | КШ+КЛ              | 1+2                | 0+1                |                      | -                    | -                    |               | -             | -             | 16     | 1      |        |
| 2014–15           | «Істр»            | НЧ (ІІІ)          | 26        | 1         | КФ+КЛ              | 1+0                | 0                  |                      | -                    | -                    |               | -             | -             | 27     | 1      |        |
| Усього за Istres  | Усього за Istres  | Усього за Istres  | 34        | 1         |                    | 1                  | 0                  |                      | -                    | -                    |               | -             | -             | 35     | 1      |        |
| 2015–16           | «Петролул»        | Л1                | 38        | 5         | КІ+КЛ              | 2+1                | 0                  |                      | -                    | -                    |               | -             | -             | 41     | 5      |        |
| 2016–17           | «Ланс»            | Л2 (ІІ)           | 35        | 4         | КФ+КЛ              | 2+0                | 0                  |                      | -                    | -                    |               | -             | -             | 37     | 4      |        |
| 2017–18           | «Ланс»            | Л2 (ІІ)           | 20        | 0         | КФ+КЛ              | 1+1                | 1+0                |                      | -                    | -                    |               | -             | -             | 22     | 1      |        |
| Усього за кар'єру | Усього за кар'єру | Усього за кар'єру | 154       | 17        |                    | 12                 | 2                  |                      | -                    | -                    |               | -             | -             | 166    | 19     |        |

## Титули і досягнення
- Чемпіон Азербайджану (6):

«Карабах»: 2018-19, 2019-20, 2021-22, 2022-23, 2023-24, 2024-25
- Володар Кубка Азербайджану (2):

«Карабах»: 2021-22, 2023-24